# Ángel Matos
Ángel Valodia Matos Fuentes (ur. 24 grudnia 1976 w Holguín) jest byłym zawodnikiem taekwondo. Otrzymał złoty medal na Letnich Igrzyskach Olimpijskich 2000 w Sydney, a w 2007 zdobył kolejny złoty medal podczas rozgrywek Igrzysk Panamerykańskich 2007 w Rio de Janeiro.
Światowa Federacja Taekwondo zdyskwalifikowała dożywotnio Matosa oraz jego trenera za incydent, który miał miejsce podczas Igrzysk Olimpijskich w Pekinie. Zawodnik kopnął ze złości sędziego w twarz po przegranej walce z Kazachem Armanem Chilmanovem o brązowy medal olimpijski w taekwondo w kategorii +80 kg. Decyzja o dyskwalifikacji została zatwierdzona przez Międzynarodowy Komitet Olimpijski.

## Skandal w Pekinie
Podczas Igrzysk Olimpijskich w Pekinie, w walce o brązowy medal, lekarze udzielający pomocy Matosowi nie zdążyli udzielić jej w regulaminowym czasie i w efekcie – przy prowadzeniu 3:2 dla Matosa – sędzia orzekł zwycięstwo Kazacha Armana Chilmanova. "Dla mnie to było oczywiste, że on nie był w stanie dalej kontynuować walki" – powiedział zwycięzca, dodając – "Jego palce w lewej nodze były złamane". Po zakończeniu walki i ogłoszeniu werdyktu trener kubański wbiegł na matę, protestując głośno w stronę sędziów. W tym czasie Matos dotknął twarzy sędziego głównego, a następnie kopnął w twarz szwedzkiego sędziego asystującego Chakir Chelbata. Biorąc pod uwagę wiele niesprawiedliwych werdyktów sędziowskich podczas Igrzysk w Pekinie, rozgoryczeni kibice zaczęli skandować "Kuba", gdy wściekły zawodnik i trener okazywali swoje niezadowolenie. "On był zbyt surowy!" – mówił później o sędzim rozgoryczony Leudis González, trener Matosa. Światowa Federacja Taekwondo wydała oświadczenie o "silnym naruszeniu ducha taekwondo oraz Zawodów Olimpijskich" przez Angela Matosa i Leudisa Gonzáleza, nakładając na nich dożywotni zakaz brania udziału we wszystkich wydarzeniach sportowych organizowanych przez Federację.